# Flanders B.2
Il Flanders B.2 fu un da ricognizione e collegamento biposto biplano realizzato dell'azienda britannica L. Howard Flanders Limited negli anni dieci del XX secolo e rimasto allo stadio di prototipo.

## Storia del progetto
Richard Leonard Howard-Flanders fu uno dei pionieri nella costruzione di aerei in Gran Bretagna. Nel novembre del 1909 egli entrò a far parte dell'ufficio di J. V. Neale come manager e acquisì una preziosa esperienza costruttiva con i primi aerei Neale, come il 6 Monoplane.
Nel 1911 progettò e costruì un monoplano, il Flanders F.2 alimentato da un motore Green D.4 da 60 CV; questa macchina ebbe un notevole successo. Nel 1912 il W a r Office ordinò quattro monoplani Flanders F.4, alimentati dal motore Renault da 70 CV. Queste macchine erano complete e stavano per essere consegnate alla Royal Flying Corps quando entrò in vigore il famigerato "monoplane ban" che vietava l'uso dei monoplani da parte del RFC dopo due gravi incidenti.
I British Military Trials si tennero sulla piana di Salisbury nel 1912 e uno dei velivoli partecipanti fu un biplano di progettazione Flanders, il B.2. Esso doveva essere propulso dal motore ABC a otto cilindri da 100 CV, accoppiato a un'elica Regy da 8 piedi e 6 pollici di diametro che, sfortunatamente, non fu consegnato in tempo per consentirgli di partecipare ai collaudi in volo.

## Descrizione tecnica
Il Flanders B.2 era un biplano, monomotore, monoposto. Le ali erano di campata e corda disuguali ed erano caratterizzate dall'assenza di qualsiasi rinforzo convenzionale della sezione centrale. I longheroni dei pannelli alari erano di abete rosso, mentre quelli della sezione centrale erano di frassino. Le due ali erano collegate tra loro tramite una coppia di montanti per ciascuna semiala. La parte anteriore della fusoliera era di sezione pentagonale, ed aveva un singolo longherone centrale che formava una specie di chiglia lungo la sua parte inferiore; dietro i posti di pilotaggio la fusoliera si assottigliava fino a formare una sezione trasversale triangolare sulla coda.
Tutti i longheroni nella parte anteriore della fusoliera erano di carya e nella parte posteriore invece erano di frassino. Il passeggero occupava l'abitacolo anteriore, da cui aveva una buona visuale in avanti e verso il basso, il pilota quella posteriore. Il carrello di atterraggio era triciclo posteriore fisso, con pattino di coda, mentre quello anteriore antiribaltamento, forniva protezione all'elica, ed era realizzato in carya e giuntato alla chiglia della fusoliera.|
Ogni ruota era posizionata su un semiasse separato incernierato all'estremità interna al pattino centrale.| L'ammortizzazione, indipendente, era fornita per mezzo di molle elicoidali gemelle in compressione su ciascuna gamba del carrello.
Il controllo laterale avveniva tramite la deformazione delle ali. Il piano di coda era una superficie semicircolare e il timone era sorprendentemente simile a quello dell'Avro 504.

## Impiego operativo
Il pilota collaudatore F.P. Raynham fu designato per pilotare il Flanders B.2 durante le prove, in cui era il numero 16, ma non fu in grado di farlo, poiché la macchina arrivò senza il suo motore a causa del ritardo nella consegna dell'ABC a otto cilindri da 100 CV di cui doveva essere dotata. Dopo un breve salto durante le prove, fu riportato a Brooklands, dove il 21 dicembre 1912 fu installato un motore ABC da 40 CV. Il 22 del mese l'aereo fu collaudato da Raynham, andando in volo con A. Dukinlield-Jones e C. Lavzell-Apps a bordo nello stesso momento. Il 29 dicembre il biplano andò a sbattere contro una recinzione e le ali rimasero danneggiate. Il suo progettista aveva già deciso di sostituirle con una nuova coppia che aveva una campata superiore più corta di 41 piedi e la loro area era stata ridotta da 400 piedi quadrati a 395 piedi quadrati. Le punte superiori avevano la loro inclinazione verso l'esterno ridotta, mentre le punte squadrate delle ali inferiori erano rastremate verso l'interno. I montanti interalari furono modificati per allargarsi verso l'esterno nella parte superiore e, sebbene gli alettoni fossero stati programmati al posto della deformazione per ridurre l'affaticamento dei longheroni, la deformazione delle ali rimase comunque incorporata nel progetto.
Raynham continuò a portare in volo il velivolo durante la primavera del 1913 e per un breve periodo all'inizio dell'anno fu montato un timone sperimentale che era diviso verticalmente in due superfici incernierate al palo, entrambe le metà venivano aperte lateralmente dalla cabina di pilotaggio attraverso il flusso d'aria in modo che funzionassero come aerofreni. Il progetto non ebbe successo e il timone originale fu reinstallato.
Nell'ottobre del 1913 il motore ABC fu rimosso e il suo posto fu installato un radiale Isaacson a sette cilindri da 60 CV che azionava un'elica Lang da 8 piedi e 6 pollici di diametro. La velocità massima fu aumentata di quasi 10 mph, passando da 56 mph con l'ABC da 40 CV a 65 mph con il nuovo motore. A. Dukinfield-Jones pilotò spesso la macchina a Brooklands e lo trovò un aeroplano molto piacevole da gestire.  Nel maggio 1914 il tenente R.E.B. Hunt acquistò il Flanders B.2, che nel giugno dello stesso anno fu dotato del motore rotativo Gnome da 70 CV che era stato modificato per avere le valvole di un Gnome da 80 CV. Allo scoppio della prima guerra mondiale, la macchina fu acquistata dall'Ammiragliato e assegnata alla stazione del Royal Naval Air Service di Great Yarmouth. Il volo di consegna fu scandito da una serie di atterraggi forzati, dopo uno dei quali la macchina fu smantellata e consegnata in pezzi a Great Yarmouth. Si intendeva rottamare l'aereo, ma il tenente R.J. Bone ordinò che la macchina fosse ricostruita. Furono montati nuovi longheroni sulle ali e fu applicato un nuovo tessuto di rivestimento. Il tenente Bone provò in volo il Flanders B.2, matricola n. 918, che si dimostrò pesante in coda. Fu quindi progettato e realizzato un nuovo e più grande piano di coda presso l'officina della stazione, e con esso la macchina fu dichiarata idonea all'uso. Tuttavia, non c'è traccia che il biplano Flanders abbia mai volato con una qualsiasi capacità operativa.

## Versioni
- Flanders B.2 con motore Isaacson 60 hp: apertura alare, 41 piedi, lunghezza, 31 piedi e 10 pollici, superficie alare 395 piedi quadrati; peso a vuoto 1.000 libbre, carico 1.571 libbre; velocità massima 65 mph, velocità di atterraggio 40 mph.[2][5]
- Flanders B.2 con motore Gnome 70 hp:  apertura alare 40 piedi, lunghezza, 31 piedi, superficie alare 390 piedi quadrati, peso a vuoto 1.050 libbre, carico 1.650 libbre; velocità massima 68 mph, velocità di atterraggio 40 mph, autonomia  4,5 ore.[2][5]

## Utilizzatori
Regno Unito
- Royal Naval Air Service